# Leptarthron tuberculatum
Leptarthron tuberculatum är en stekelart som beskrevs av Henry Keith Townes, Jr. 1970. Leptarthron tuberculatum ingår i släktet Leptarthron och familjen brokparasitsteklar. Inga underarter finns listade i Catalogue of Life.